# Turón
Turón là một đô thị trong tỉnh Granada, Tây Ban Nha. Dân số năm 2024 là 213 người.